# Апанкак
Апанкак (каз. Апанқақ) — упразднённое село в Жанакорганском районе Кызылординской области Казахстана. Упразднено в 2018 г. Входило в состав Бесарыкского сельского округа. Код КАТО — 434039200.

## Население
В 1999 году население села составляло 80 человек (46 мужчин и 34 женщины). По данным переписи 2009 года, в селе проживали 44 человека (22 мужчины и 22 женщины).